# Ala (Trento)
Ala é uma comuna italiana da região do Trentino-Alto Ádige, província de Trento, com cerca de 7.350 habitantes. Estende-se por uma área de 119 km², tendo uma densidade populacional de 62 hab/km². Faz divisa com Rovereto, Mori, Vallarsa, Brentonico, Avio, Recoaro Terme (VI), Erbezzo (VR), Bosco Chiesanuova (VR), Sant'Anna d'Alfaedo (VR), Crespadoro (VI), Selva di Progno (VR).